# Lavrentij Berija

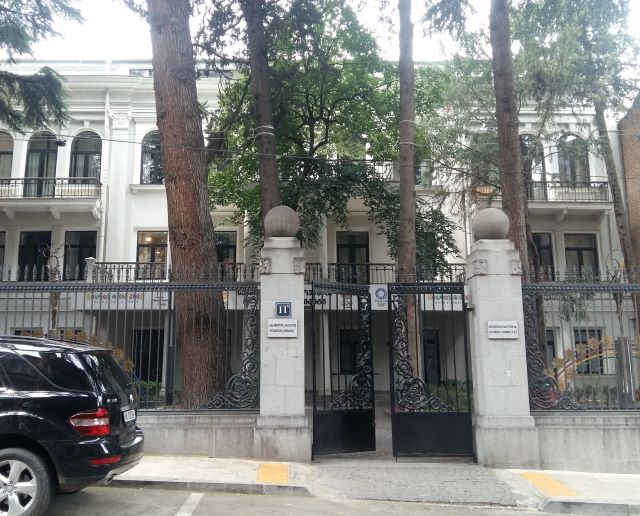
Berijas hus i på Machabeligatan i Sololaki, Tbilisi.

Lavrentij Pavlovitj Berija (ryska: Лаврентий Павлович Берия, georgiska: ლავრენტი პავლეს ძე ბერია, Lavrenti Pavles dze Beria), född 29 mars (17 mars enligt g.s.) 1899 i Mercheuli nära Suchumi i nuvarande Abchazien, död genom avrättning 23 december 1953 i Moskva, var en sovjetisk politiker och militär av georgisk härkomst. Mellan 1938 och 1953 var han chef för säkerhetstjänsten NKVD och dess efterföljare, som så småningom, efter Berijas död, blev KGB.
Som Josef Stalins säkerhetschef var Berija ansvarig för att genomföra slutfasen av den stora utrensningen. Han stod bakom Katynmassakern och genomförde etniska rensningar bland flera folkgrupper i Sovjetunionen då minst en halv miljon människor dog. Berija personifierar tillsammans med Stalin den kommunistiska terrorpolitiken, även om den inleddes redan under hans föregångare Nikolaj Jezjov. Stalin ska i Jalta ha presenterat honom för Franklin D. Roosevelt med orden "det är vår egen Himmler".

## Biografi
Berija växte upp i Megrelien, ett område som skiljer sig språkligt från övriga Georgien. Hans chef, Josef Stalin, var också georgier, men från Kartlien.
Han deltog som ung i den underjordiska revolutionära rörelsen och anslöt sig 1917 till Rysslands socialdemokratiska arbetareparti (bolsjevikerna), som 1918 antog namnet Rysslands kommunistiska parti (bolsjevikerna). Sedan han 1919 avlagt examen som byggnadsingenjör i Baku ägnade han sig alltmer åt politisk verksamhet, särskilt i Georgien och Azerbajdzjan.
Stalin och Berija inledde redan på 1920-talet ett nära samarbete, som varade ända fram till Stalins död 1953.
Berija arbetade under 1920-talet med att infiltrera georgiska kontrarevolutionära grupper. Till skillnad från många bolsjeviker från det "gamla gardet" begärde han tidigt att få slippa skrivbordsjobb. Istället ville han återuppta sina ingenjörsstudier för att på det viset bidra till det socialistiska samhällsbygget.
Berija blev 1931 förste sekreterare i Georgiens kommunistiska partis centralkommitté, men blev en av landets ledande politiker då han efter mordet på Sergej Kirov 1934 ledde utrensningarna av Trotskij- och Bucharintrogna grupper.
Berijas väg till att (näst Stalin och utrikesminister Molotov) bli Sovjetunionens mäktigaste man inleddes i början av 1930-talet, då han utsågs till chef för säkerhetstjänsten NKVD:s transkaukasiska avdelning. Som sådan visade han total hänsynslöshet mot fiender till sovjetmakten. År 1936 blev Berija partisekreterare i Transkaukasien.
Då NKVD:s högste chef Nikolaj Jezjov övertalades att lämna sin post, utnämndes Berija hösten 1938 till NKVD-chef. Den sovjetiska säkerhetstjänsten använde hårda metoder i kampen mot vad man ansåg vara konspiratörer mot den sovjetiska staten och arbetsmetoderna ändrades inte med Berija som högste chef. Dock släpptes över 100 000 fångar, tidigare anklagade för kontrarevolutionär verksamhet, från läger och fängelser. Rättegångar inleddes mot höga NKVD-anställda anklagade för att ha använt tortyr samt överskridit sina befogenheter vad gäller avrättningar. Berija lät också upplösa de lokala "trojkor" som tidigare getts extraordinära befogenheter vad gäller repressionen mot påstådda konspiratörer.
Efter krigsutbrottet 1939 utsågs Berija till medlem i den nyinrättade försvarskommittén och 1945 blev han utnämnd till marskalk av Sovjetunionen. Berija behöll kontrollen över säkerhetstjänsten fram till Stalins död då han, tillsammans med Nikita Chrusjtjov och Vjatjeslav Molotov, övertog det formella ledarskapet i Sovjetunionen. Det finns vissa belägg för att Berija ska ha tagit fram förslag för att lätta på den hårda politiska repressionen. Det är dock osäkert i vilken utsträckning det var en del av maktspelet efter Stalins död och huruvida Berija själv föredrog en liberalisering eller om han hellre ville behålla den gamla politiken. Även om Berija och Chrusjtjov konkurrerade om det framtida styret av Sovjetunionen samarbetade de även för att ta fram en ny minoritetspolitik som skulle stärka de nationella minoriteterna, inte minst för att Berija och Chrusjtjov i sin tur skulle få starkare stöd i de grupperna.

## Sexuella övergrepp
Berija var i den samtida kommunistiska eliten och bland utländsk ambassadpersonal ökänd för sina sexuella övergrepp mot unga kvinnor, men verkligheten var mycket värre och omfattade inte bara organiserade våldtäkter av tonårsflickor utan även seriemord på dem som gjorde fysiskt motstånd. Arrestering och avrättning var straffet för de flickor som överlevde våldtäkterna men vägrade att fortsättningsvis frivilligt ställa sig till Berijas sexuella förfogande.

## Rättegången mot Berija
Berija arresterades den 26 juni 1953 och rannsakades inför Sovjetunionens högsta domstol. Vid rättegången befanns han skyldig till:
- Högförräderi för att ha underhållit kontakter med utländska underrättelsetjänster, låtit tyskarna ockupera norra Kaukasus och försökt få stöd från imperialistmakter genom att kompromettera Sovjetunionens territoriella integritet.
- Terrorism för att ha genomfört utrensningarna i Röda armén och försvarsindustrin 1940–1942.
- Kontrarevolutionär verksamhet under ryska inbördeskriget.

Berija dömdes till döden den 23 december 1953 och domen verkställdes omedelbart. Berija bad på sina bara knän för sitt liv innan han kollapsade på golvet tjutande och gråtande. Hans sex medåtalade avrättades genom arkebusering, men Berija sköts genast i pannan av general Pavel Batitskij, efter att denne tryckt in en trasa i hans mun för att tysta honom. Kroppen kremerades och askan begravdes i Allmän grav nr. 3 på Donskoikyrkogården i Moskva.